# Waldfried Barthel

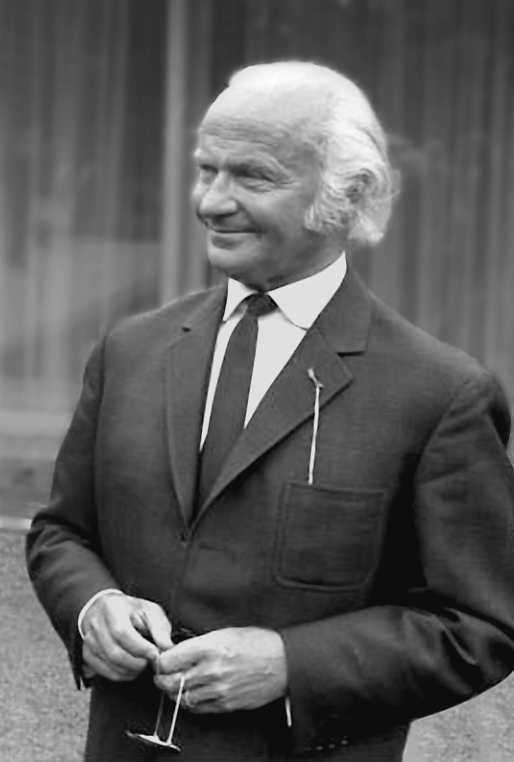
Waldfried Barthel (1971)

Waldfried Barthel (* 23. Oktober 1913; † 11. August 1979 in München) war ein deutscher Filmunternehmer und Diplomat.

## Leben
Am 1. April 1950 gründete Barthel mit dem dänischen Filmkaufmann Preben Philipsen in Frankfurt am Main den Constantin Filmverleih. Dieser war nach Preben Philipsens Vater Constantin Philipsen, dem Gründer der Rialto Film, benannt. Im Jahr 1955 schied Philipsen aus. Stattdessen war Barthels Frau Ingeborg von 1955 bis 1960 Geschäftsführerin der Constantin neben ihrem Ehemann. 1957 wurde der Sitz der Constantin nach München verlegt.
Barthel, genannt „der Konsul“, hatte maßgebenden Anteil an den großen Erfolgen der Constantin Film in den 1950er und 1960er Jahren, insbesondere den populären Edgar-Wallace-Filmen und Karl-May-Filmen. Er vergab Auftragsproduktionen an verschiedene Filmproduzenten und übernahm damit bei der Finanzierung der einzelnen Projekte beträchtliche Risiken.
Zum 1. Juli 1965 verkaufte er 60 % der Unternehmensanteile an den Bertelsmann-Konzern von Reinhard Mohn. Als Beauftragter des Hauses Bertelsmann agierte nun neben ihm Manfred Köhnlechner sowie, ebenfalls für Bertelsmann, als weiterer Geschäftsführer Herbert Schmidt. Nachdem das Stammkapital bei der Gesellschafterversammlung vom 6. Dezember 1968 auf neun Millionen DM erhöht worden war, beschloss das Haus Bertelsmann 1970, die Anteile wieder zu verkaufen. Zum 1. Januar 1971 kaufte Barthel auf den Rat seiner engsten Mitarbeiter hin alle Anteile wieder zurück. Dies erwies sich als Fehler, so dass er 1974 für 1975 50 % der Anteile und schließlich zum 1. Januar 1976 alle verbliebenen Anteile an der Constantin an den Hagener Bauspekulanten Hellmuth Gierse verkaufen musste.
Barthel war Honorarkonsul von Panama und seit 1971 Generalkonsul. Er wurde auf dem Friedhof von Garmisch-Partenkirchen beigesetzt.

## Nachweise
1. ↑  http://1686.homepagemodules.de/t52354f2290130-geburtstage.html
2. ↑  Joachim Kramp: Hallo – Hier spricht Edgar Wallace!. Schwarzkopf & Schwarzkopf, 2. überarbeitete Auflage 2001, S. 10–11